# Massacre de Maher
O Massacre de Maher ocorreu durante a Segunda Guerra Civil da Libéria em Maher, Condado de Bomi, em 18 de julho de 2002.

## Incidente
Os detalhes sobre o massacre variam entre as fontes, mas entre 150 e "várias centenas" de pessoas foram mortas e seus corpos lançados no rio Maher. A Amnistia Internacional relata que 175 pessoas foram mortas no que chamam de "incidente da Ponte Maher". De acordo com este relatório, os perpetradores eram tropas governamentais suspeitas de serem apoiantes dos Liberianos Unidos pela Reconciliação e Democracia (LURD; um grupo rebelde ativo entre 1999 e 2003). A população aterrorizada de Tubmanburg foi atraída para caminhões que deveriam levá-las para Monróvia, a 100 quilômetros de distância, em segurança e onde havia comida disponível. Em vez disso, os caminhões pararam na estrada após apenas 10 quilômetros, mataram-nos e atiraram-nos ao rio. 
Várias testemunhas do massacre prestaram depoimentos à Comissão da Verdade e Reconciliação da Libéria. A Comissão da Verdade reagiu com uma recomendação de indenização aos sobreviventes, mas nada foi pago até Outubro de 2018. 
Durante o julgamento do senhor da guerra liberiano Gibril Massaquoi, um soldado anônimo testemunhou que Massaquoi estava por trás dos assassinatos, lembrando:
Depois de capturarmos Bomi, colocamos os civis em um veículo para levá-los a um campo de refugiados, e quando chegamos à ponte Maher, Yeaten e seus soldados do esquadrão da morte, incluindo “Zigzer Massa” e “Superman”, colocaram todos os civis para descerem do caminhão e começaram a matá-los e a jogar seus corpos na água.

## Resultado

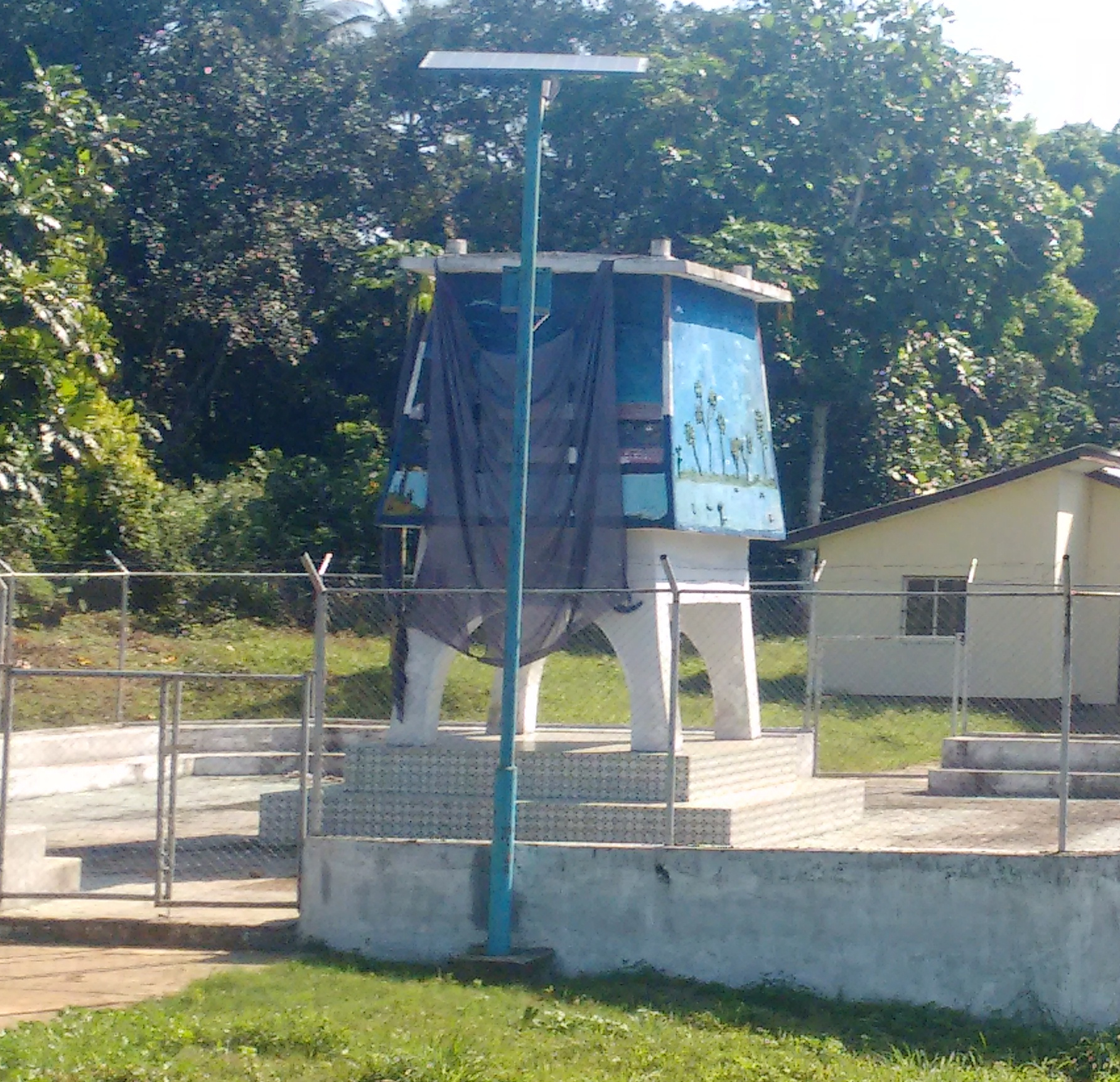
Monumento ao Massacre de Maher, foto de novembro de 2019

Um memorial ao lado da cidade ao norte do rio recorda as atrocidades.
Este é um dos 155 locais de massacres e valas comuns identificados pela Comissão Nacional Independente de Direitos Humanos (INCHR). 
O filme "Maher: Black Rain in Bomi" é baseado nos acontecimentos.